# Диалог (группа)
«Диалог» — советский и украинский вокально-инструментальный ансамбль (впоследствии рок-группа), созданный в 1969 году (изначально как ансамбль «Корды») в городе Николаеве. Лидером группы был Ким Брейтбург. Остальные участники ансамбля (Виктор Литвиненко и Анатолий Дейнега) спустя много лет станут основными участниками группы.

## История группы

### 1969—1978
В это время Ким Брейтбург только начинает свою музыкальную деятельность. В 1969 году создал ансамбль «Корды» (который являлся первоначальной версией «Диалога»), затем в 1974 году работает с группой «Форсаж», а в 1975—1977 гг. участник группы «Gaudeamus». В 1978 году на основе ансамбля «Корды» собирает группу «Диалог», с этого времени коллектив имеет статус профессионального.

### 1978—1990
Период наивысшего расцвета группы. В 1980 году «Диалог» участвует в фестивале «Весенние ритмы». Были записаны и официально изданы альбомы группы (пластинка «Просто» 1985 года разошлась тиражом в 1,3 млн экземпляров, «Ночной дождь» — 994 тыс.). «Диалог» выступает во многих городах СССР.

### 1990 — наст. время
В 1989 году к группе присоединяются братья: Валерий Меладзе и Константин Меладзе. В 1990 году продюсером коллектива становится Евгений Фридлянд, но популярность группы в тот период времени продолжает стремительно падать.
1991 год стал последним в официальной истории группы. Братья Меладзе покидают группу из-за финансовых разногласий, связанных с арендой студии для записи альбома, а также из-за творческого столкновения двух композиторов — Брейтбурга и К. Меладзе. Ким становится саунд-продюсером, участвуя в записи альбомов Валерия Меладзе (1992—1999), «Браво» (1990—1998), «Бахыт-Компот» (1990—2000), Николая Трубача (1997—2000).
В 2006 году некоторые СМИ утверждали, что Ким Брейтбург восстановит группу. На фестивале «Славянский базар-2006» Ким Брейтбург вместе с остальными участниками старого состава группы (В. Литвиненко, А. Дейнега, В. Радиевский) единым коллективом спели новую песню — «Пройдёт». В июле 2009 года тем же составом они исполнили композицию «Ночной дождь» в программе «Субботний вечер». На фестивале «Славянский базар-2010» Брейтбург, отвечая на вопросы журналистов по поводу возрождения группы, заявил: «С группой „Диалог“ мы выступать не планируем, потому что есть проблемы с состоянием здоровья у некоторых участников группы. Так что в ближайшее время воссоединения группы „Диалог“ ждать не приходится». Барабанщик Анатолий Дейнега, которого участники группы называли по-прозвищу «Дея», скончался в августе 2014 года после тяжелой болезни. Именно благодаря ему и его жене, приметившей братьев Меладзе на танцах в институте, произошло знакомство участников группы с Валерием и Константином Меладзе

#### Валерий Меладзев 1991—1994 гг.
После роспуска группы «Диалог», Валерий Меладзе вместе с братом Константином, гитаристом Виктором Литвиненко и сокурсником по НКИ Олегом Пругло, создают коллектив «Драма», с которым и выступают в 1992—1994 годах (чаще всего в Николаеве). В большинстве своём репертуар состоял из песен, как включённых в альбом «Сэра», так и не вошедших в данную пластинку («Марсианка», «Фламинго», «Если Элвис Пресли» и «Потанцуй со мной»).
В 2004 году 6 CD в подарочной упаковке была выпущена антология группы «Диалог».

## Интересные факты
- Ким Брейтбург в 2016 году сказал[6], что «стал фронтменом в „Диалоге“ от безысходки»:

У нас были попытки найти солистов. Я писал музыку, был основным идеологом. И вот этот посыл, который был заложен в музыке, нужно было адекватно донести до слушателей. Все попытки пригласить солистов заканчивались неудачей. У них не было осмысленности в том, что они делали. В конце концов, я запел сам.

## Состав группы
Периоды группы условно делятся на 4 части:
- Ансамбль «Корды» (молодёжный период)
- Группа «Диалог» (профессиональный период)
- Группа «Драма» (братья Меладзе, В. Литвиненко, Олег Пругло)
- Группа «Мистикана» (совместный период творчества К. Меладзе — автора песен, В. Меладзе — вокалиста, В. Литвиненко — гитариста, К. Брейтбурга — саунд-продюсера, Е. Фридлянда — менеджера)

### Первый состав группы

#### 1969 (Ансамбль «Корды»)
- Ким Брейтбург
- Виктор Литвиненко
- Анатолий Дейнега
- Виктор Безуглый

### Второй состав группы

#### 1977—1980
- Ким Брейтбург
- Виктор Литвиненко
- Анатолий Дейнега
- Сергей Васильченко
- Михаил Пирогов
- Виктор Радиевский
- Юрий Ларин
- Александр Пирожков
- Владимир Бесенов
- Вячеслав Цымбал

#### 1980—1981
- Ким Брейтбург
- Виктор Литвиненко
- Анатолий Дейнега
- Сергей Васильченко
- Виктор Радиевский
- Владимир Ларченко

#### 1981—1985
- Ким Брейтбург
- Виктор Литвиненко
- Анатолий Дейнега
- Юрий Никифоров
- Николай Шевченко
- Виктор Радиевский
- Сергей Васильченко

#### 1985—1986
- Ким Брейтбург
- Виктор Литвиненко
- Анатолий Дейнега
- Виктор Радиевский
- Сергей Васильченко
- Евгений Рязанов
- Сергей Рязанцев (звукооператор)

#### 1986—1989
- Ким Брейтбург
- Виктор Литвиненко
- Анатолий Дейнега
- Виктор Радиевский
- Тоомас Ванем
- Андрей Долгих

#### 1989—1991
- Ким Брейтбург
- Виктор Литвиненко
- Анатолий Дейнега
- Виктор Радиевский
- Тоомас Ванем
- Валерий Меладзе
- Константин Меладзе

### Третий состав группы

#### Группа «Драма»1992—1994
- Валерий Меладзе
- Виктор Литвиненко
- Константин Меладзе
- Олег Пругло

#### Группа «Мистикана»1995
- Валерий Меладзе
- Виктор Литвиненко
- Константин Меладзе
- Олег Пругло (ударные)
- Ким Брейтбург (саунд-продюсер)
- Андрей Усатый (звукорежиссёр)

## Дискография

### Альбомы
- 1982 — «Киоск звукозаписи»
- 1983 — «Квадратный человек»
- 1984  -   «Антимир»
- 1985 —  «Просто»
- 1986 — «Ночной дождь»
- 1988 — «Диалог — 3»
- 1993 — «Осенний крик ястреба»
- 1995 — «Не уходи, мой ангел»

### Сюиты
- 1980 — «Под одним небом» (на стихи С. Кирсанова)
- 1982 — «Я — человек» (на стихи Ю. Марцинкявичюса)
- 1984 — «Раздели со мной» (на стихи Ю. Марцинкявичюса)
- 1986 — «Однажды завтра» (на стихи С. Кирсанова)
- 1989 — «I Put The Spell On The Fire» (на стихи Ю. Марцинкявичюса)
- 1991 — «Посредине мира» (на стихи Арсения Тарковского)

## Видеоклипы
- «Красный рок» (1988)
- «Дворец заката» (1988)
- «Не уходи, мой ангел» (1988)
- «Один день» (1991)